# Gîte de la Roche Écrite
Le gîte de la Roche Écrite, ou gîte de la Plaine des Chicots, est un refuge de montagne de l'île de La Réunion, département et région d'outre-mer français dans le sud-ouest de l'océan Indien. Situé  à 1 830 mètres dans la plaine des Chicots, il relève du territoire de la commune de Saint-Denis et du cœur du parc national de La Réunion. D'une capacité de 36 lits, il accueille surtout des randonneurs désireux d'atteindre la Roche Écrite par le sentier de la Roche Écrite. Le gîte est desservi par le GR R2, un sentier de grande randonnée.